# Svensk maffia
Denna artikel handlar om boken Svensk maffia. Se även Svensk maffia (dokumentär) och organiserad brottslighet i Sverige.
Svensk maffia är en bok författad av Lasse Wierup och Matti Larsson och utgiven 2007 på Norstedts förlag.
Boken är en sammanfattning i dokumentärform av den samtida organiserade brottsligheten i Sverige. Den tar upp de mest etablerade sammanslutningar under begreppet "gäng" och andra sammanslutningar med organisation och struktur som kan kategoriseras som just svensk maffia. Under begreppet maffia, som i vardagligt språk annars är ett samlingsbegrepp för den italienska, eller den italiensk-etniska organiserade brottsligheten, i främst New York och andra större städer i norra USA, tar författarna upp de svenska likartat organiserade gängen och sammanslutningarna. Dock är inte alla gängen av den hierarkiska "maffiatypen", då en del snarare kan liknas vid ekonomiska föreningar som är beredda att ta till våld för att nå sina syften.

## Organisationerna
- Södertäljenätverket
- Black cobra
- Brödraskapet
- Original Gangsters (OG)
- Naserligan
- Uppsalamaffian (Aktiv tidigt på 90-talet)
- Chosen ones
- Asir

## Underlag
Boken är informativ och bygger på verkliga händelser och uppgifter, den gör dock inga anspråk på att vara en forskningsrapport. Inom området pågår viss forskning, förekommer den oftast under begreppet kriminologi, och den kriminologiska forskningen påvisar även den att gängproblematiken generellt sett har ökat. Under 90-talet och 2000-talet har polisen uppmärksammat problematiken, och tillsatt ett antal arbetsgrupper för att kartlägga och lagföra den speciella typ av brottslighet som problematiken innebär.

## Svensk maffia - fortsättningen
Uppföljarboken Svensk maffia - fortsättningen kom ut den första november 2010.